# Powstanie Mahdiego

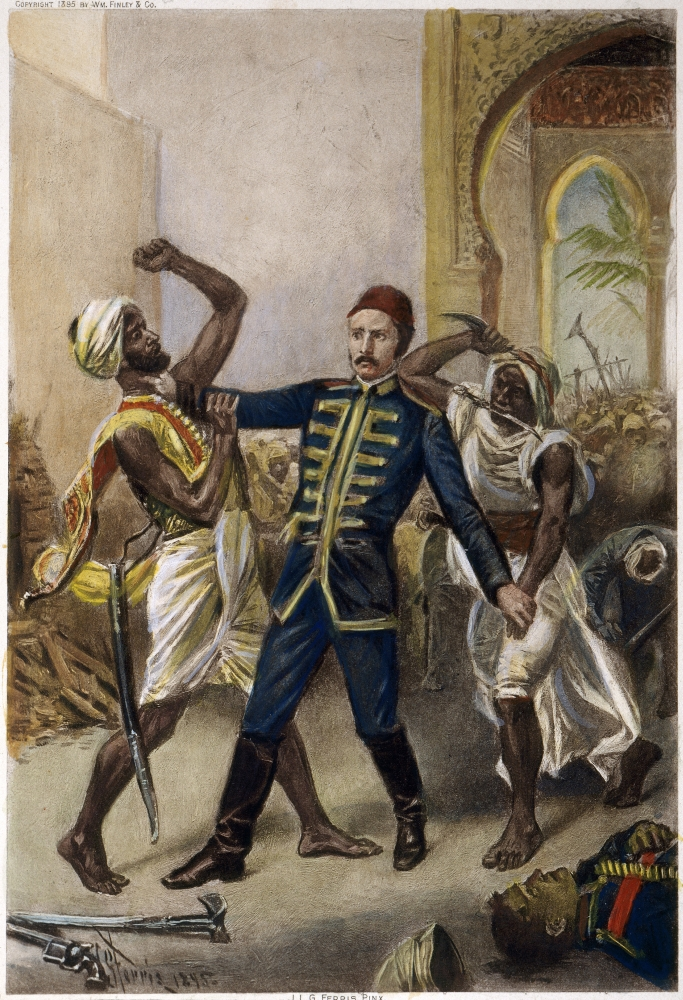
Śmierć gen. Gordona w Chartumie

Powstanie mahdystów – rewolucja islamska przeprowadzona w Sudanie w latach 1881–1899 przez reformatora religijnego Mahometa al-Mahdiego (1844–1885) i jego naśladowców, tworzących ruch duchowy i polityczny zwany mahdyzmem (arab. mahdiyah المهدية). W historiografii imperium brytyjskiego powstanie to jest często ukazywane w jego wymiarze politycznym jako zbrojne wystąpienie derwiszów z Sudanu przeciwko Egiptowi i Wielkiej Brytanii. Jednak lektura dokumentów ukazuje, że oprócz wymiaru politycznego miało ono przede wszystkim charakter religijny: jako rewolucja islamska mająca ambicję ogarnąć cały świat.

## Geneza i główne idee powstania mahdystów
Mahomet al-Mahdi rozpoczął swoją misję od przepowiadania, odwiedzając, pisząc listy i nawiązując różne inne kontakty. Następnie zorganizował swoją społeczność, zarówno cywilną, jak i wojskową. Osiągnięte sukcesy militarne dodatkowo przekonały go, że jego misja pochodzi od Boga. Wtedy zaczął kłaść fundamenty pod swoje państwo mahdystów, które miałoby mieć charakter teokratyczny i być kierowane przez Boga. Muhammad al-Mahdi przyznał sobie trzy tytuły: imam, następca wysłannika Bożego, oczekiwany mahdi (rodzaj muzułmańskiego mesjasza). Jako imam uważał się za głowę wspólnoty prawdziwych muzułmanów. Jako następca Mahometa przejął rolę proroka Mahometa, by przywrócić do życia założoną przez niego społeczność. Jako oczekiwany mahdi uważał się za tego, który miał przyjść na końcu czasów. Dlatego uważał się za kogoś więcej niż ojca niepodległości Sudanu lub reformatora religijnego. Podobnie jak założyciel wahabizmu Muhammad Ibn Abd al-Wahhab, Mahomet al-Mahdi głosił, że jest dokładnym obrazem proroka Mahometa i to z nim, Mahometem al-Mahdim, czas skończy swój bieg, więc jest ostatnim wysłanym.
Zbadane przez Camilla Ballina dokumenty z epoki, włączając w to listy pisane przez samego Mahdiego, ukazują następujące rysy ideowe powstania:
1. Misja Mahometa al-Mahdiego i jego towarzyszy jest misją kontynuującą misję proroka Mahometa i towarzyszy proroka. Nieposłuszeństwo wobec Mahdiego jest nieposłuszeństwem wobec Boga.
2. Bóg wysłał Mahometa al-Mahdiego, żeby rozjaśnił Sunnę, która została zaciemniona. Stąd Sunnici widzieli w Mahdim bardziej reformatora religijnego niż przywódcę politycznego.
3. Każdy, kto przyjmuje mahdiyyah, ma przebaczenie Mahometa al-Mahdiego i może zatrzymać swój dobytek. Ci, którzy odrzucają mahdyzm, misję Mahdiego odnowienia islamu, nie są muzułmanami, są renegatami. Jedynym sposobem zbawienia jest bowiem przylgnięcie do Mahometa al-Mahdiego i do jego ruchu, mahdiyyah.
4. Mahdyzm (mahdiyyah) ustanawia nowe prawa małżeńskie. Małżeństwo zawarte przed wejściem do mahdiyyah jest nieważne, podobnie zawarte z kimś spoza mahdyzmu.
5. Obowiązki emira są następujące: poświęcić się dżihadowi (wojnie z niewiernymi), ożywić religię i społeczność proroka Mahometa, zapewnić modlitwę, składać ofiary [az-zakāt], przyjmować nowych członków mahdiyyah.
6. Mahomet al-Mahdi otrzymał obietnicę, że podbije całą ziemię. Zwycięstwo nad wrogami jest pewne, ponieważ Bóg zapewnił go o tym. Turcy – w słowniku Mahdiego Egipcjanie i poddani imperium osmańskiego, uważani za nieprawdziwych muzułmanów – są najgorszą rasą wśród niewiernych, ponieważ chcą wyłączyć światło Boże. Pod ich rządami znajdował się Sudan. Są tak oporni, że głoszenie im wiary muzułmańskiej jest bezużyteczne. Tylko miecz może decydować, kto przyjmuje nawrócenie, a kto je odrzuca. To Bóg wydał rozkaz walki z Turkami, dlatego ktokolwiek nie walczy z nimi, nie słucha Boga[4].

## Przyczyny i przebieg walk
Od 1822 roku Sudan poddany był zwierzchności Egiptu, który sam był formalnie prowincją Imperium Osmańskiego. Rządy mówiących przeważnie po turecku urzędników egipskich wywoływały niechęć miejscowej ludności, którą pogłębiała polityka fiskalna władzy i nieliczenie się z potrzebami mieszkańców Sudanu.
Wiosną 1881 roku Muhammad Ahmad wyjawił swoim uczniom, że Bóg powierzył mu zadanie oczyszczenia islamu i zniszczenia wrogich islamowi rządów egipskich. 29 czerwca ogłosił się mahdim, Bożym wysłannikiem, który pokona wrogów i doprowadzi swoich wyznawców do wiecznej szczęśliwości. Liczba zwolenników Mahdiego szybko rosła i wkrótce jego uzbrojona w prymitywną broń armia wyruszyła do walki. Pod koniec 1883 roku mahdyści pokonali trzy armie egipskie i zdobyli El Obeid oraz Barę. W kwietniu 1884 roku wojska Mahdiego podeszły pod Chartum; rozpoczęte 26 stycznia 1885 roku ostateczne oblężenie Chartumu zakończyło się zdobyciem miasta. W boju poległ wysłany na pomoc wojskom egipskim brytyjski generał Charles Gordon. Od tego momentu Sudan był wolny.
Mahdi osiedlił się w swojej rezydencji w wiosce Omdurman pod Chartumem. Z niej to kierował życiem religijnym stworzonego przez siebie państwa, starając się urzeczywistnić głoszone przez siebie idee oczyszczenia islamu. Sprawy związane z administrowaniem państwem powierzył mianowanym przez siebie czterem kalifom. Rządy te nie zawsze były efektywne, jeśli chodzi o gospodarkę kraju, gdyż Sudan często nawiedzały w tym okresie klęski głodu. W 1885 roku Mahdi poważnie zachorował na tyfus i zmarł 22 czerwca. Władzę po nim objął jego zaufany towarzysz, Abdullahi, który rozpoczął serię najazdów na Egipt i Abisynię, licząc na poparcie tamtejszej ludności. Spotkało go jednak rozczarowanie, gdyż na pomoc Egiptowi przybyły liczne i dobrze uzbrojone wojska brytyjskie. W 1896 roku rozpoczęły operację podboju Sudanu. Abdullahi nie miał dostatecznych sił, by powstrzymać Brytyjczyków, jednak mahdyści przez blisko dwa lata stawiali rozpaczliwy opór. W 1898 roku połączone siły egipsko-brytyjskie, dowodzone przez lorda Kitchenera, rozgromiły mahdystów w bitwie pod Omdurmanem. Rok później Abdullahi podjął ostatnią próbę odwrócenia losów wojny, ale poniósł klęskę w bitwie pod Karari i poległ w boju.
Klęska ta oznaczała koniec niepodległego Sudanu, który dostał się pod kontrolę egipsko-brytyjską. Klęska powstania oznaczała też uzależnienie Egiptu od Wielkiej Brytanii – oficjalnego sojusznika.

## Kalendarium
- 1881 – Muhammad Ahmad Ibn Abd Allah al-Mahdi ogłasza się mahdim (mesjaszem). Ogłasza świętą wojnę i staje na czele walki skierowanej przeciwko niewiernym.
- 1881–1883 – oddziały derwiszów rozbijają wojska egipskie.
- 1883–1885 – pokonanie wojsk brytyjskich. Ogłoszenie niepodległości. Stolicą państwa zostaje Omdurman.
- 22 czerwca 1885 – śmierć Mahdiego.
- 1896 – do Sudanu przybywają wojska brytyjskie.
- 2 września 1898 – rozbicie wojsk sudańskich w bitwie pod Omdurmanem przez anglo-egipski korpus ekspedycyjny pod dowództwem generała sir Horatia Kitchenera.
- 1899 – przekształcenie Sudanu w kondominium (terytorium wspólnie) zarządzane przez Egipt i Wielką Brytanię pod nazwą Sudan Anglo-Egipski.

## Nawiązania w kulturze
- W czasach powstania rozgrywa się akcja powieści W pustyni i w puszczy autorstwa Henryka Sienkiewicza opublikowanej w 1911 roku.
- Powstanie zostało pokazane w filmie Chartum z roku 1966 w reżyserii Basila Deardena oraz w filmie Cena honoru z 2002 roku.